# Omalur
Omalur è una suddivisione dell'India, classificata come town panchayat, di 12.536 abitanti, situata nel distretto di Salem, nello stato federato del Tamil Nadu. In base al numero di abitanti la città rientra nella classe IV (da 10.000 a 19.999 persone).

## Geografia fisica
La città è situata a 11° 43' 60 N e 78° 4' 0 E e ha un'altitudine di 297 m s.l.m..

## Società

### Evoluzione demografica
Al censimento del 2001 la popolazione di Omalur assommava a 12.536 persone, delle quali 6.353 maschi e 6.183 femmine. I bambini di età inferiore o uguale ai sei anni assommavano a 1.237, dei quali 622 maschi e 615 femmine. Infine, coloro che erano in grado di saper almeno leggere e scrivere erano 8.074, dei quali 4.484 maschi e 3.590 femmine.